# Jan Kofod Winther
Jan Kofod Winther (født 7. februar 1950 i Odense) er en dansk luftfotograf. Han er primært fotograf på store anlægsopgaver i Danmark, og var blandt andet officiel fotograf ved opførelsen af Storebælts- og Øresundsforbindelserne. Han har siden 1990'erne specialiseret sig i kunstbetonede fotografier taget fra luften, hvor æstetikken og det grafiske udtryk er det primære fokus. Disse billeder har været udstillet på en lang række museer og været anvendt i forskellige billeddigte produceret af JKW (billeddigt fra Irland, Toscana, Norge, Sverige og Danmark). Udgav i 2007 kunstbogen Himmelskud med billeder fra Danmark taget i perioden 1995-2006.